# Ключ 130
Ключ 130 (трад. и упр. 肉 или (⺼,⺝ слева)  — ключ Канси со значением "мясо"; один из 29, состоящих из шести штрихов.
В словаре Канси есть 674 символов (из 49 030), которые можно найти c этим радикалом.

## История
Древняя идеограмма изображала кусок грудинки с ребрами.
Современный иероглиф обозначает «мясо», «плоть», «плотский», «тело», «телесный», «кровный».
Это сильный ключевой знак. Располагается, как правило, в левой части сложных иероглифов в форме аналогичной иероглифу «луна» 月 или в виде ⺼.

Техника написания
Техника написания
Вид в Цзиньвэнь
Вид в Цзягувэнь
Вид в большой печати Чжуаньшу
Вид в малой печати Чжуаньшу

В словарях находится под номером 130.

## Примеры иероглифов
| Доп. штрихи | Иероглифы |
| ----------- | --- |
| 0           | 肉 (⺼, 月) |
| 1           | 肊 |
| 2           | 肋 肌 肍 肎 肏 |
| 3           | 肐 肑 肒 肓 肔 肕 肖 肗 肘 肙 肚 肛 肜 肝 肞 肟 肠 |
| 4           | 股 肢 肣 肤 肥 肦 肧 肨 肩 肪 肫 肬 肮 肯 肰 肱 育 肳 肴 肵 肶 肷 肸 肹                                                                                  |
| 5           | 肺 肻 肼 肽 肾 肿 胀 胁 胂 胃 胄 胅 胆 胇 胈 胉 胊 胋 背 胍 胎 胏 胐 胑 胒 胓 胔 胕 胖 胗 胘 胚 胛 胜 胝 胞 胟 胠 胡 胢 胣 胤 胥 胦 胧 胨 胩 胪 胫 胬 脉 |
| 6           | 胭 胮 胯 胰 胱 胲 胳 胴 胵 胶 胷 胸 胹 胺 胻 能 胾 胿 脀 脁 脂 脃 脄 脅 脆 脇 脈 脊 脋 脌 脍 脎 脏 脐 脑 脒 脓 脔                                        |
| 7           | 脕 脖 脗 脘 脙 脚 脛 脜 脝 脞 脟 脠 脡 脢 脣 脤 脥 脦 脧 脨 脩 脪 脫 脬 脭 脮 脯 脰 脱 脲 脳 脴 脵 脶 脷 脸 腕                                           |
| 8           | 胼 脹 脺 脻 脼 脽 脾 脿 腀 腁 腂 腃 腄 腅 腆 腇 腈 腉 腊 腋 腌 腍 腎 腏 腐 腑 腒 腓 腔 腖 腗 腘 腙 腚                                                    |
| 9           | 腛 腜 腝 腞 腟 腠 腡 腢 腣 腤 腥 腦 腧 腨 腩 腪 腫 腬 腭 腮 腯 腰 腱 腲 腳 腴 腵 腶 腷 腸 腹 腺 腻 腼 腽 腾 腿                                           |
| 10          | 膀 膁 膂 膃 膄 膅 膆 膇 膈 膉 膊 膋 膌 膍 膎 膏 膐 膑 |
| 11          | 膒 膓 膔 膕 膖 膗 膘 膙 膚 膛 膜 膝 膞 膟 膠 膡 膢 膣 |
| 12          | 膥 膦 膧 膨 膩 膪 膫 膬 膭 膮 膯 膰 膱 膲 膳 膴 膵 膶 |
| 13          | 膷 膸 膹 膺 膻 膼 膽 膾 膿 臀 臁 臂 臃 臄 臅 臆 臇 臈 臉 臊 臋 臌                                                                                        |
| 14          | 臍 臎 臏 臐 臑 臒 臓 |
| 15          | 臔 臕 臗 臘 |
| 16          | 臖 臙 臚 臛 臜 |
| 17          | 臝 |
| 18          | 臞 臟 |
| 19          | 臠 臡 臢 |

- Примечание: Ваш браузер может отображать иероглифы неправильно.